# Абулгазі-хан
Абулгазі-хан (д/н — 1795/1796) — останній володар Бухарського ханства у 1758—1785 роках.

## Життєпис
Син доньки Абу'л-Фаїз-хана та невідомого бухарського аристократа. Про молоді роки обмаль відомостей. Мав якесь володіння в тумані (окрузі) Ханкар в Бухарській оазі. 1758 року поставлений ханом з ласки Даніял-бія. Втім не мав жодної влади, лише прикладав печатку та від його імені карбувалися гроші. Навіть залишити свій палац не міг без дозволи Даніял-бія. В перші роки останній придушив декілька заколотів та викрив змови емірів, які були жорстоко покарані. Втім боротьба з місцевими беками тривала до 1760-х років.
Посилюються дипломатичні відносини з Російською та Османською імперіями. Аталиком активно підтримується Мухаммад-Ахмад-бій з племені кунграт, що боровся за фактичну владу в Хівинському ханстві з туркенами-йомудами.
1785 року після смерті Даніял-бія новим аталиком став його син Шахмурад, який того ж року повалив Абулгазі, захопивши фактичну владу і ставши засновником Бухарського емірату.
Колишній хан мешкав в місті Вабкент, де помер 1795/1796 року.